# Radivoje Janković
Radivoje Janković (7 ottobre 1889 – 1949) è stato un generale di divisione jugoslavo dell'Esercito Reale.

## Carriera
- 17 aprile 1936 – 22 ottobre 1937: Vice capo delle Operazioni, Staff generale
- 6 settembre 1936: Promosso Brigadiere Generale
- 22 ottobre 1937 – 29 gennaio 1940: Capo del Direttorato I, Staff generale
- 29 gennaio 1940 – 23 ottobre 1940: Capo del Direttorato III, Staff generale
- 1 dicembre 1940: Promosso Generale di Divisione
- 23 ottobre 1940 – 3 aprile 1941: Comandante del Distretto della Divisione Moravska
- 3 aprile 1941 – 17 april 1941: Capo delle Operazioni dell'Esercito
- dopo il 1941: Aiutante generale del re Pietro II di Jugoslavia, che accompagnò in esilio.